# Panzer VIII Maus

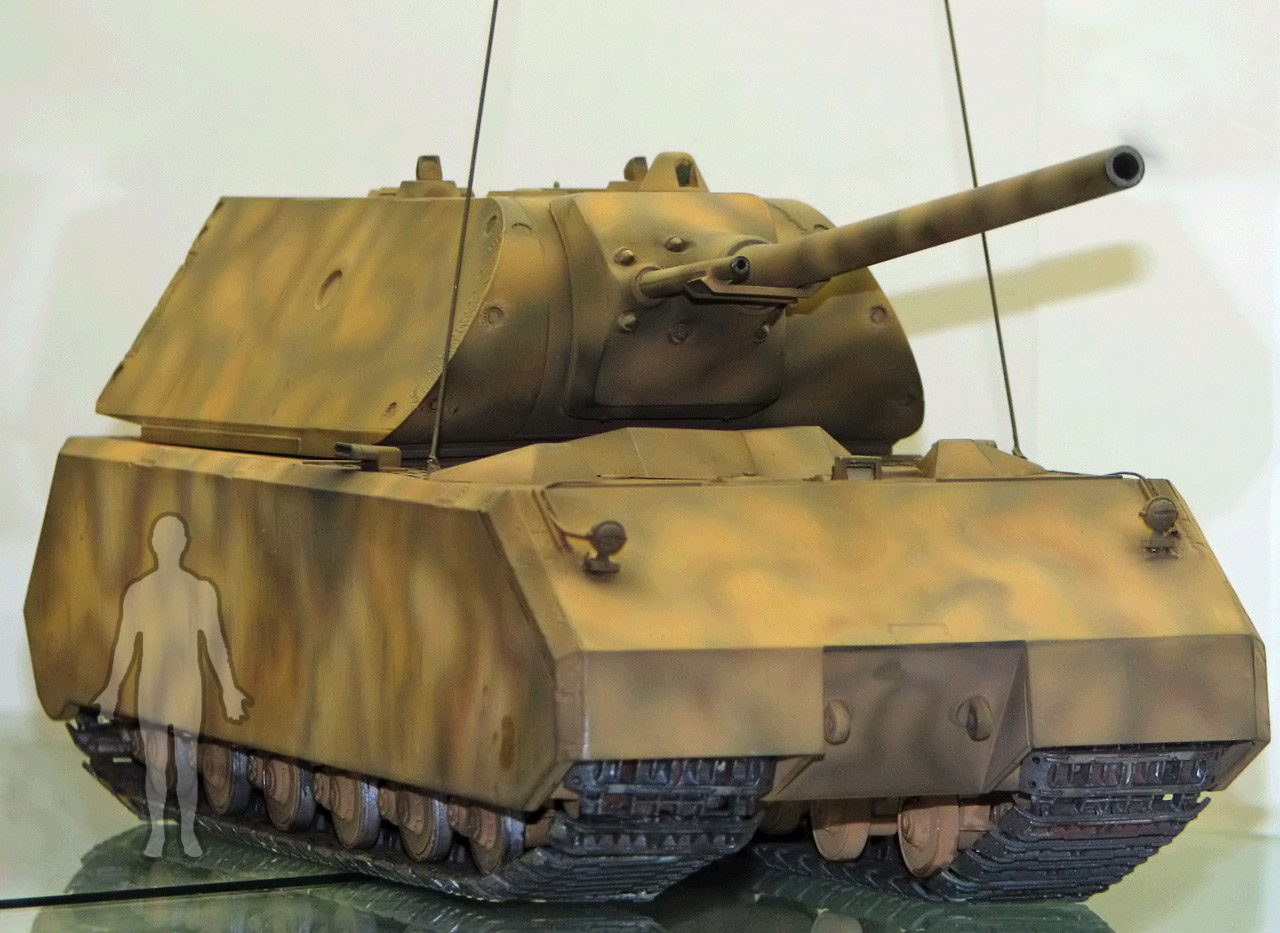
Модель Panzer VIII «Maus» (в порівнянні із людиною)

Panzerkampfwagen VIII «Maus» ((«Маус» нім. «Миша») (Sd.Kfz 205), інша назва — VK70.01/Porsche Type 205) — надважкий танк, спроектований в Третьому рейху в період з 1942 по 1945 роки під керівництвом Фердинанда Порше. Є найбільшим за масою танком з усіх, коли-небудь втілених в металі (бойова маса — 188,9 тонн). Було побудовано всього два екземпляри машини. У бойових діях участі не брали. На даний момент в світі зберігся тільки один танк Маус, зібраний з частин обох примірників, в бронетанковому музеї в Кубинці.

## Технічні характеристики
Сидіння водія та радіо-оператора розташовані між головними паливними баками. Позаду них — головний двигун, між повітряними насосами і радіаторами. Далі до корми розташований генератор, з укладанням боєприпасів в спонсонах з обох сторін. В спонсоні з передньо-правої сторони генератора — допоміжний двигун, з акумуляторними батареями до нього — в задній частині. У кормі корпусу, також в спонсонах, розташовуються мотори електроприводу. Трансмісія знаходиться в глибокій частині корпусу між електромоторами, позаду генератора.
Танк був виконаний на високому технологічному рівні. Застосування багатокаткової ходової частини в парі з гусеницями завширшки 1100 мм забезпечило «Маусу» досить низький питомий тиск на ґрунт, не набагато більше ніж у звичайних німецьких важких танків. Основною його особливістю стало потужне кругове бронювання і двохгарматне озброєння, а також використання електромеханічної трансмісії, яка складалася з двох електроприводів лівої і правої гусениць. Тягові електродвигуни живилися струмом від двох генераторів, розташованих в моторному відділенні. Дві незалежні один від одного електросистеми передавали крутний момент від двигунів до провідних коліс через двоступінчастий редуктор. Екіпаж машини становив шість чоловік, двоє з яких розташовувалися у відділенні управління в передній частині корпусу, а четверо перебували у башті.

## Історія створення і доля проекту
У своїй книзі «Спогади солдата» Гейнц Гудеріан писав:
Через день я виїхав на потязі в Летцен, де тимчасово розташувався мій штаб. Там я оглянув місцеві казарми. 13 травня я мав бесіду із Шпеєром, а в другій половині дня був на доповіді у Гітлера. 1 травня Гітлеру показали дерев'яну модель «мишеня» — танка професора Порше та фірми Круппа, на якому мали намір встановити 150-мм гармату. Загальна вага танка мала досягти 175 тонн. Потрібно було розраховувати на те, що він насправді після конструктивних змін за вказівками Гітлера буде важити 200 т. Модель не мала жодного кулемета для ведення ближнього бою. Вже з цієї причини я повинен був відхилити її. Конструкція мала той же самий недолік, який робив «Фердинанд» Порше непридатним для ведення ближнього бою. Але ж танку врешті-решт неминуче доводиться вести ближній бій, бо він діє у взаємодії з піхотою. Почалися бурхливі суперечки, тому що всі присутні, крім мене, знаходили «мишеня» прекрасним. Він обіцяв бути саме «гігантським» …
У 1942 році з ініціативи Гітлера почалися роботи над «танком прориву» з максимально можливим бронезахистом. У створенні машини узяли участь відразу кілька фірм: корпус і башту виготовляла фірма «Крупп», «Даймлер-Бенц» відповідала за рухову установку, а «Сіменс» — за елементи трансмісії. Загальне складання виконувалось на заводі фірми «Алкетт». Проект «тип 205», розроблений Фердинандом Порше, був реалізований в 1944 році у вигляді двох дослідних зразків танка «Маус».
Подальші роботи з випуску десяти серійних танків були припинені за вказівкою самого Гітлера, тому що у Німеччині не вистачало виробничих потужностей для випуску інших, важливіших видів зброї.
Повнорозмірний макет танка був представлений Гітлеру 14 травня 1943, а перший прототип «Мауса», оснащений авіаційним двигуном «Даймлер-Бенц» МВ 509 і дерев'яною баштою, поступив на ходові випробування у грудні 1943. Після їх досить задовільних результатів танк був обладнаний справжньою баштою для артилерійських стрільб і повним комплектом внутрішнього обладнання. Другий прототип був обладнаний дизельним двигуном «Даймлер-Бенц» МВ 517, як виявилося згодом, примхливим та ненадійним в експлуатації.

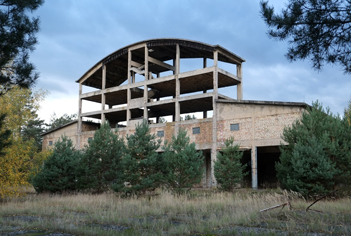
Куммерсдорф-гут, Новий Verskraft, зал для Panzerkampfwagen VIII "Маус", 2013

Загальна маса більше 180 тонн виключала можливість переходу «Мауса» через річки по автомобільних мостах. Тому передбачалося переправляти танки попарно по дну річки. При цьому загерметизований, без екіпажу, «Маус» отримував по кабелю керування та електроживлення для руху від іншого «Мауса», який перебував на суходолі.
В бою ці танки не були випробувані. Обидва дослідних екземпляри підірвали самі німці під час наступу частин Червоної Армії на полігон. У 1946 році пошкоджені машини вивезли в СРСР, де зі збережених деталей був зібраний один танк. Він випробовувався обстрілом на артилерійському полігоні і нині зберігається як експонат в музеї бронетанкових військ в Кубинці, під Москвою.
Однак є й інші відомості. У книзі «Конструктор бойових машин» Лениздат 1988, йдеться: «Тоді ж з'ясувалося, що „Маус“ був виготовлений в трьох примірниках. Про його бойове застосування свідчень немає. Однак на бойові позиції дві машини все-таки виводили: одна з них виявилася в місті Цоссені перед входом в будівлю німецького генерального штабу, а друга стояла в охороні рейхсканцелярії в Берліні. Ну а третя, як уже говорилося, дісталася нам у підірваному вигляді на Куммерсдорфському полігоні.»